# NGC 3798
NGC 3798 is een lensvormig sterrenstelsel in het sterrenbeeld Leeuw. Het hemelobject werd op 6 april 1785 ontdekt door de Duits-Britse astronoom William Herschel.

## Synoniemen
- UGC 6632
- MCG 4-28-18
- ZWG 127.22
- IRAS 11376+2458
- PGC 36199